# Slaughterhouse (supergroupe)
Pour les articles homonymes, voir Slaughterhouse.
Slaughterhouse est un supergroupe de hip-hop américain, signé sur le label d'Eminem, Shady Records.

## Biographie
Le groupe se forme courant 2008 après la participation de Crooked I, Joell Ortiz, Royce da 5'9" et Nino Bless sur le titre Slaughterhouse de l'album Halfway House de Joe Budden. Ils décident de former un groupe, sans Nino Bless, et prennent le nom de la chanson (en anglais, « slaughterhouse » signifie « abattoir »). Tous les membres de Slaughterhouse partagent le même passé difficile au sein de l'industrie musicale américaine. Ils racontent d'ailleurs leur problèmes dans leur titre Move on (Slaughterhouse Remix), en précisant que ces problèmes sont désormais derrière eux. Le clip vidéo est publié en mars 2009.
En juin 2009, le groupe enregistre en six jours un premier album éponyme, qui sort en août 2009, sur le label E1 Music. L'album contient des productions de The Alchemist, DJ Khalil, StreetRunner et Mr. Porter de D12. Le 18 juin 2009, le titre Woop, avec M.O.P., est présenté sur le compte Twitter de Joe Budden. Le premier single officiel de l'album est pourtant The One. Woodstock Hood Hop n'apparaît finalement pas sur l'album en raison de problèmes d'autorisations pour un sample. Aux États-Unis, l'album s'écoule à 18 000 exemplaires la première semaine, pour 20 000 exemplaires distribués en boutique. Le 5 septembre 2009, le groupe avait vendu 31 000 exemplaires. Dès 2009, le groupe prévoit un nouvel album, nommé No Muzzle par Crooked I. Fin 2009, Royce da 5'9", proche d'Eminem, confirme les discussions avec Shady Records, le label d'Eminem,,. Le groupe, sans Joe Budden, apparaît alors sur Session One, un titre bonus de Recovery d'Eminem. Le 12 janvier 2011, la signature sur Shady / Interscope est officialisée. Malgré la signature sur Shady, c'est bel et bien chez E1 Music que sort l'EP Slaughterhouse en février 2011.
Le groupe sort son deuxième album studio, Welcome to: Our House, en août 2012 avec des productions d'Alex da Kid, Eminem, J.U.S.T.I.C.E. League, No I.D., Mr. Porter, StreetRunner et AraabMusik. Au niveau des invités, on retrouve Eminem, Skylar Grey, Busta Rhymes, Cee Lo Green, Swizz Beatz ou encore B.o.B. Budden avoue que le groupe abusait de substances lors des enregistrements de l'album, mais se dit cette fois prêt à attaquer sobrement un nouvel album.
En mai 2013, Slaughterhouse confirme l'inactivité provisoire de ses projets solos, et s'attaque à l'enregistrement de son troisième album. Just Blaze et Sticcy Z sont les producteurs exécutifs, et produit par J.U.S.T.I.C.E. League, Cardiak, Illmind, AraabMuzik et DJ Premier,. En novembre 2013, Joe Budden confirme la sortie de l'album pour juin 2014. Il annonce en parallèle la participation d'Action Bronson et d'Eminem. Le 21 mai 2014, le groupe publie une seconde mixtape intitulée House Rules, composée de 10 morceaux produite notamment par Nottz, AraabMuzik, DJ Pain 1, The Heatmakerz, Illmind, et Harry Fraud. Le 19 février 2015, Royce Da 5'9" confirme que leur nouvel album est presque achevé. En février 2017, Joe Budden confirme dans un podcast que l'album ne sortira finalement jamais.
En avril 2018, Kxng Crooked annonce son départ du groupe sur son compte Instagram et confirme que Glass House « existe » mais n'a pas de date de sortie. Toujours en avril 2018, Royce da 5’9” annonce que Slaughterhouse est officiellement dissous.

## Discographie

### Albums studio
- 2009 : Slaughterhouse
- 2012 : Welcome to: Our House

### EP
- 2011 : Slaughterhouse

### Mixtapes
- 2012 : On the House
- 2014 : House Rules

### Singles
- 2009 : The One
- 2009 : Microphone
- 2011 : Back on the Scene
- 2012 : Hammer Dance
- 2012 : My Life (feat. Cee Lo Green)
- 2012 : Throw It Away (feat. Swizz Beatz)
- 2012 : Goodbye
- 2012 : Throw That (feat. Eminem)
- 2014 : Y'all Ready Know
- 2014 : Psychopath Killer (feat. Eminem & Yelawolf, collaboration sur l'album Shady XV)